# Indigoterie

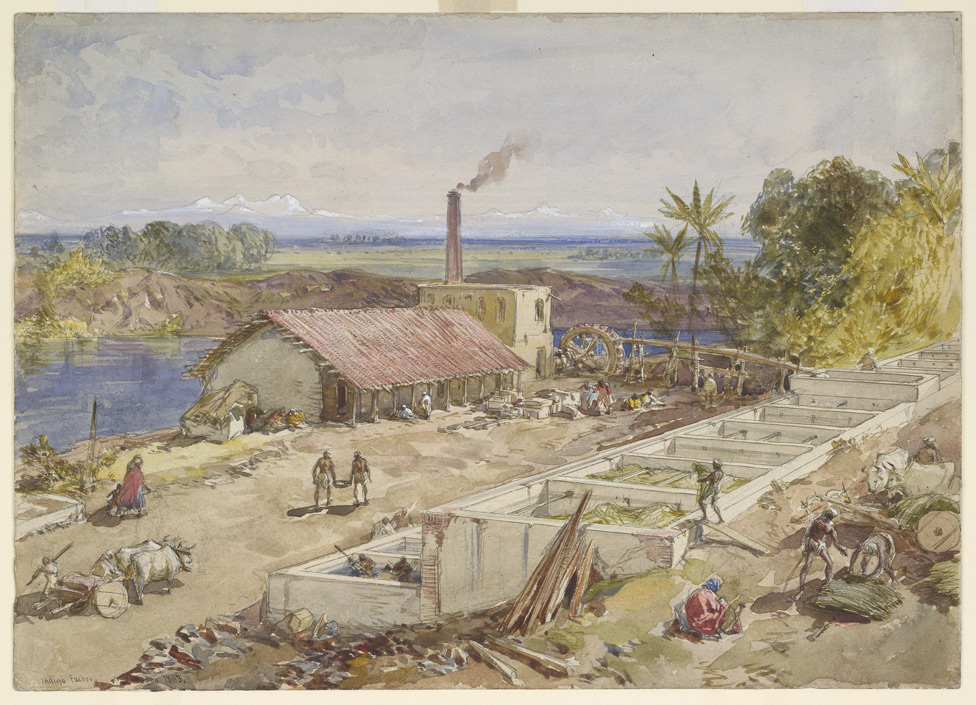
Indigoterie in Bengalen (Chromolithographie von William Simpson, 1867)

Eine Indigoterie war ein landwirtschaftlicher Betrieb, in dem Indigopflanzen angebaut, verarbeitet und der Indigo gewonnen wurde. Da geerntete Indigopflanzen schnell verarbeitet werden mussten, befanden sich Indigoterien meist in direkter Nähe zu den Indigofeldern. Die wesentlichen Einrichtungen einer Indigoterie umfassten zwei bis drei übereinander liegende Reihen von Becken, in denen die Indigopflanzen verarbeitet wurden.
Der gewonnene Indigo, eines der ältesten und bekanntesten Pigmente, das bereits in prähistorischer Zeit zum Färben von Textilien verwendet wurde, galt als Luxusgut und war von großer wirtschaftlicher Bedeutung. Mit zunehmender Verfügbarkeit wurde Indigo ab dem 17. Jahrhundert in Europa zum Färben von Uniformen und gegen Ende des 19. Jahrhunderts für das Färben von Jeans verwendet.
Im Zeitraum zwischen dem 17. und 19. Jahrhundert etablierten die europäischen Kolonialmächte den Anbau von Indigopflanzen und deren Verarbeitung in Indigoterien an verschiedenen Orten in der Karibik, im spanischen Mittelamerika, in South Carolina und in Bengalen. Mit dem Beginn der industriellen Herstellung von Indigo durch die BASF und Hoechst zu Beginn des 20. Jahrhunderts wurde der bis dahin auf dem Markt befindliche natürliche Indigo durch den billigeren synthetischen Indigo verdrängt, wodurch die Indigoterien ihre Bedeutung verloren und natürlicher Indigo weitgehend in Vergessenheit geriet.
Seit Beginn des 21. Jahrhunderts erfolgt eine erneute Kultivierung von Indigopflanzen in geringem Umfang. Diese Entwicklung ist auf das wachsende Interesse an natürlichen Pigmenten sowie an nachhaltiger Entwicklung zurückzuführen.

## Wortherkunft
Indigoterie ist französischen Ursprungs, gebildet aus dem Substantiv Indigo und dem Suffix -(t)erie, mit der Bedeutung „wiederholte Tätigkeit“ oder „Ort einer Tätigkeit“. Der Name „Indigoterie“ wurde schriftlich zum ersten Mal von Jean-Baptiste Du Tertre in einem Brief vom 15. Januar 1657 an einen M. de Cérillac verwendet, jedoch in einer Schreibweise mit zwei T als „Indigotterie“. Der Brief ist in Du Tertres Werk Histoire générale des Antilles habitées par les François, Band 1, aus dem Jahr 1667 abgedruckt. Im zweiten Band desselben Werkes verwendet Du Tertre bereits die Schreibweise mit nur einem T.

## Geschichte

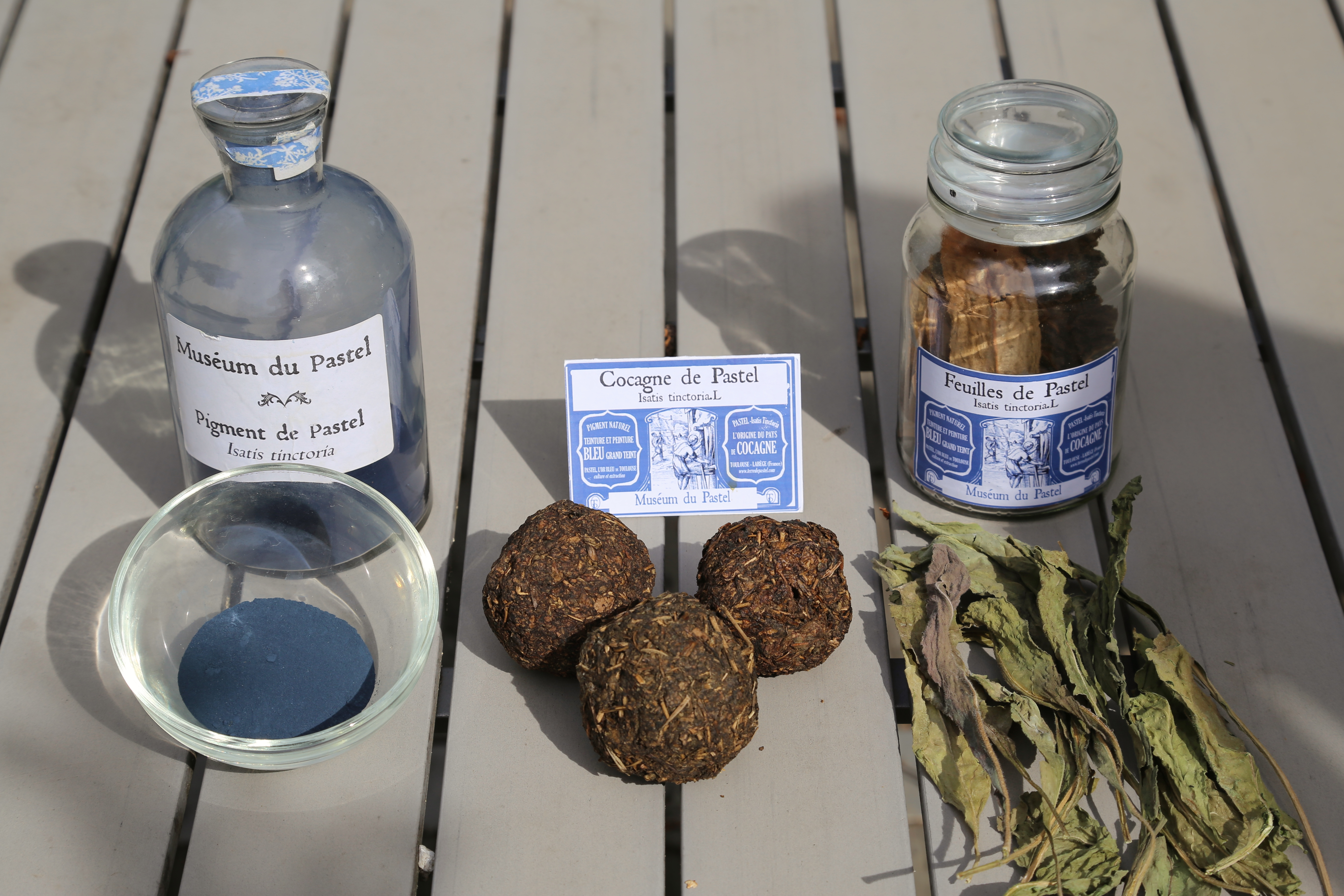
Herstellung von Indigo aus Färberwaid (Isatis tinctoria) mit „Waidkugeln“ (Mitte)

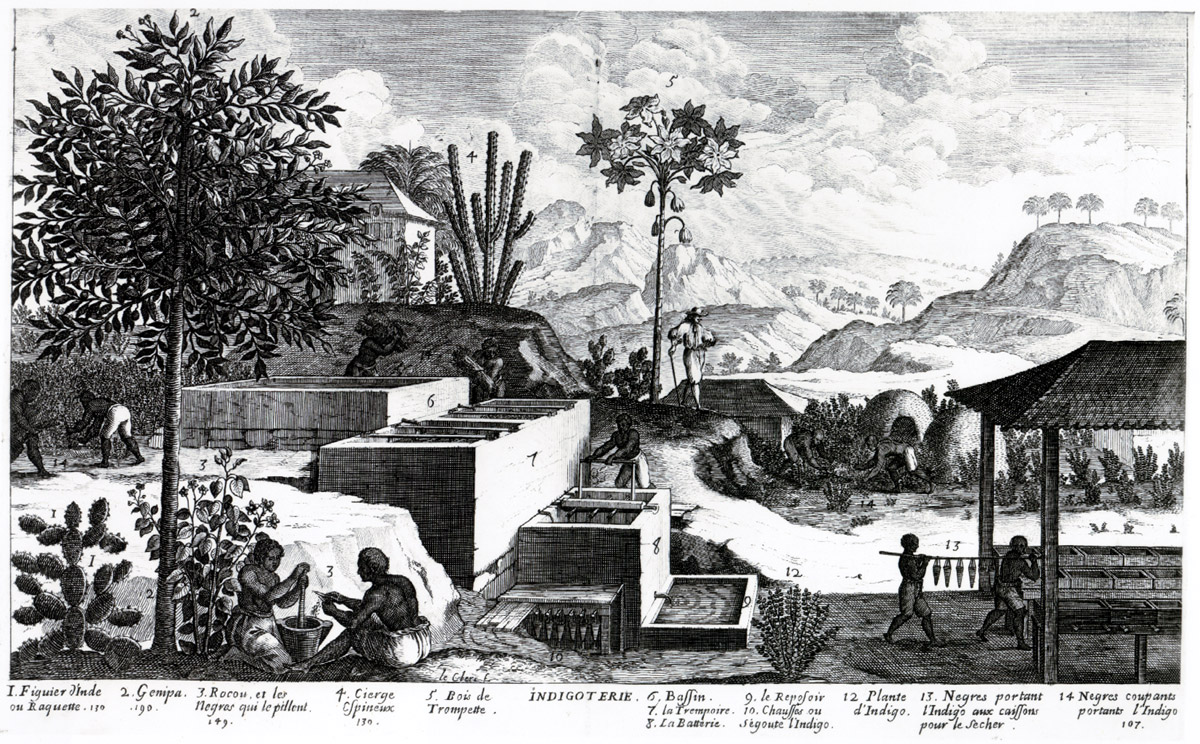
Indigoterie, Kupferstich von Jean-Baptiste Du Tertre (1667)

Orientalischer und indischer Indigo wurde im alten Ägypten und in der griechisch-römischen Welt seit dem zweiten Jahrtausend v. Chr. in beträchtlichen Mengen gehandelt. Die Verbindung Indiens mit Indigo spiegelt sich im griechischen Wort für das Farbmittel indikón wider, die Römer latinisierten den Begriff zu indicum. In der Zeit zwischen 600 und 500 v. Chr. stellte Indigo das wertvollste Exportgut des indischen Subkontinents dar. In seinem Werk Aṣṭādhyāyī aus dem 5. oder 4. Jahrhundert v. Chr. erwähnt der bekannte indische Sanskrit-Grammatiker Panini das Farbmittel Neel, das indische Wort für Indigo. Im Zuge der Invasion Alexander des Großen gelangte indischer Indigo nach Europa. Im ägyptisch-römischen Werk Periplus Maris Erythraei aus den Jahren zwischen 40 und 70 n. Chr. wird erwähnt, dass Indigo über den Hafen von Barbarikon exportiert wurde, das in der Nähe der heutigen Stadt Karatschi in Pakistan an der Mündung des Indus liegt.
Vor der Einfuhr von Indigo wurde das Pigment in Westeuropa aus Färberwaid gewonnen. So konnten bei der Untersuchung des Grabs des Hochdorfer Stammesfürsten, das um 550 v. Chr. angelegt wurde, Textilien nachgewiesen werden, die mit Färberwaid durch Küpenfärberei blau gefärbt waren. Zu dieser Zeit erfolgte die Gewinnung von Indigo durch die Herstellung von „Waidkugeln“. Die Blätter wurden dazu zerkleinert, zu Kugeln mit einem Durchmesser von 10 bis 12 Zentimetern geformt und 4 bis 6 Wochen lang getrocknet. Dabei bildete sich durch Oxidation der Indigo. Im Anschluss wurden die Kugeln zerkleinert, aufgeschichtet, mit Wasser gefüllt und mehrere Wochen lang gären gelassen. Der Indigo konnte dann vom Färber genutzt werden. Der Anbau von Färberwaid hatte vom 13. bis zum 16. Jahrhundert in Europa eine große wirtschaftliche Bedeutung. Der Indigogehalt des Färberwaids betrug jedoch lediglich 3–4 % der tropischen Indigopflanze. Das machte die Indigoproduktion aus Färberwaid zu einem aufwändigen Prozess, der große Anbauflächen und die Verarbeitung großer Pflanzenmengen erforderte.
Mit dem Beginn des Imports von in Indigoterien im industriellen Maßstab hergestellten Indigo aus Übersee sank ab dem 17. Jahrhundert die europäische Produktion. Der preußische Historiker Johann Samuel Halle beschrieb 1779 eine Indigoterie folgendermaßen:

„Unter dem Worte Indigoterie versteht man ein Land, wo man den Indigo bauet, nebst den Gebäuden, Geräten und Negern, welche die Verfertigung des Indigo besorgen, und dazu gehören insonderheit die Küpen, worinnen man die Pflanze faulen und gähren läßt, und welcher der Dauer wegen aus dreien an einander stossenden gemauerten Küpen bestehen, so durch Zwischenwände getrennt werden.“

In der Zeit des Dreißigjährigen Krieges erfolgte der Übergang vom aus Färberwaid gewonnenen Indigo zum importierten, trotz protektionistischer Maßnahmen der europäischen Staaten. In Deutschland, Frankreich und England galt das Verbot bis Anfang des 17. Jahrhunderts.

### Indigo-Produktion in der Karibik

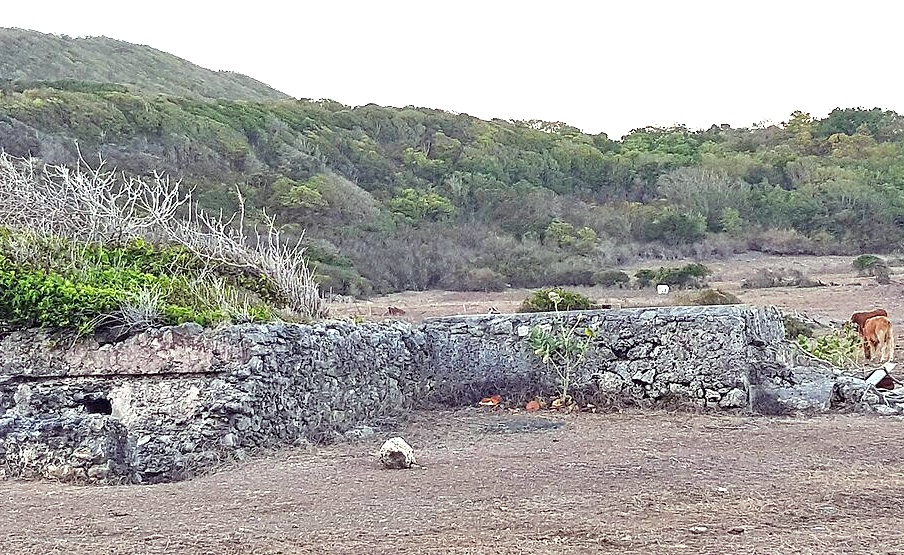
Ruinen einer Indigoterie bei Grand Fond, Dominica

Die Franzosen betrieben ab etwa 1680 Indigoterien auf den Inseln der Kleinen Antillen. Allein auf der Insel Marie-Galante befanden sich 89 Indigoterien. Um 1735 wurde die Produktion aufgrund der Konkurrenz durch die enormen Mengen von Indigo, die in Saint-Domingue hergestellt wurden, vollständig auf den französischen Antillen eingestellt.
Zu Beginn des 17. Jahrhunderts war nicht abzusehen, dass die Saint-Domingue später eine bedeutende Rolle unter den französischen Kolonien spielen würde. Die ersten französischen Siedler setzten sich aus ehemaligen Piraten zusammen, sowie aus Bukaniern, die jagten und im Pelzhandel tätig waren. Die zunächst betriebene Selbstversorgungswirtschaft wurde in den 1670er Jahren zunächst durch den Anbau von Tabak und ab 1685 von Indigopflanzen ersetzt. Dies erforderte eine Plantagenwirtschaft und die Einführung von Sklavenarbeit. Der Ertrag eines Sklaven betrug etwa 18 Kilogramm Indigo pro Jahr, was einem Wert von 1000 Livre entsprach, etwa der Hälfte des ursprünglichen Kaufpreises für einen Sklaven. Eine Indigoterie mit Plantage umfasste Sklavenhütten, ein von Zugtieren angetriebenes Schöpfwerk zur Wassergewinnung für die Hydrolyse des Indikans, Vorrichtungen zum Einrühren von Luft in die Oxidationsbecken sowie eine Baracke zur Trocknung des Indigos. Die Anzahl der auf den Indigoplantagen beschäftigten Sklaven variierte zwischen 35 und 100.
Saint-Domingue stieg zu Beginn des 18. Jahrhunderts zum wichtigsten Indigo-Produzenten auf und behauptete diese Position im weiteren Verlauf des Jahrhunderts. Im Jahr 1713 gab es dort etwa 1000 Indigoterien, deren Zahl bis 1790 auf 3160 anstieg. Die Haitianische Revolution zwischen 1789 und 1804 durch Sklaven und freie Schwarze beendete die Sklavenhaltergesellschaft der Plantagenbesitzer auf Saint-Domingue und damit den Betrieb der Indigoterien.

### Indigo-Produktion in South Carolina

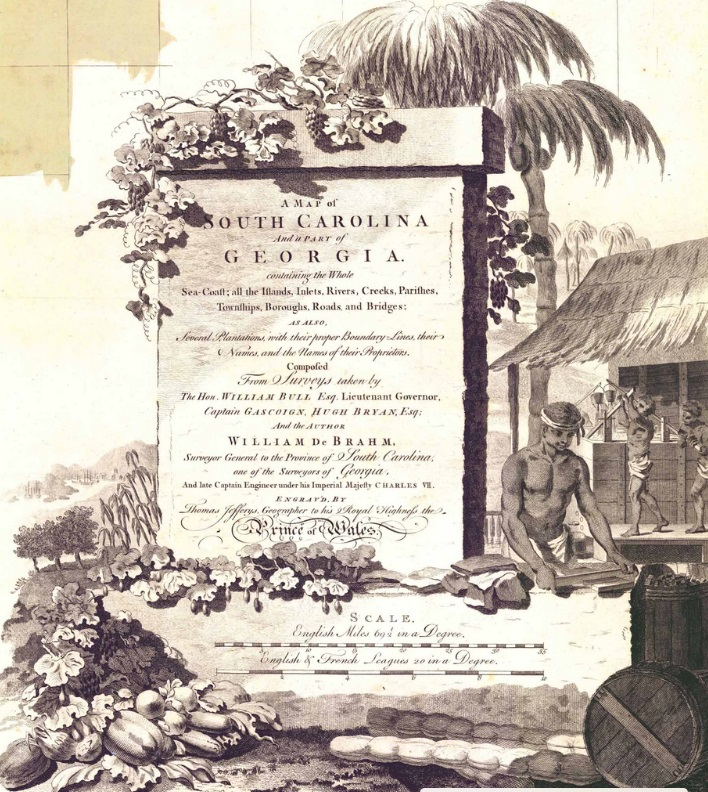
Sklaven, die 1757 Indigo in South Carolina verarbeiten

Der Anbau von Indigopflanzen in South Carolina hat seinen Ursprung in Anbauversuchen durch die Pflanzerin Eliza Lucas im Jahr 1739. Sie verwendete Samen der westindischen Sorte Indigofera suffruticosa, die ihr Vater, der damalige Gouverneur von Antigua, ihr geschickt hatte. Die Arbeitsschritte vom Anpflanzen der Samen über die Ernte, Extraktion und Oxidation des Indigos bis zum Verpacken der fertigen Farbkuchen wurden von Sklaven durchgeführt. Innerhalb weniger Jahre wurde Indigofera suffruticosa zu einer der wichtigsten Kulturpflanzen der Südstaaten, deren Endprodukt Indigo ab Mitte des 18. Jahrhunderts etwa ein Drittel der Exporte der Kolonie ausmachte. Bis 1775 exportierte South Carolina jährlich mehr als 450 Tonnen Indigo.
Ein wesentlicher Faktor für den Erfolg der Indigo-Produktion in South Carolina war der War of Jenkins’ Ear. Infolgedessen wurden die britischen Häfen zwischen 1739 und 1743 für die Einfuhr französischer und spanischer Waren wie Indigo gesperrt. Dadurch sicherten sich die Plantagenbesitzer in South Carolina praktisch ein Monopol auf dem Markt, das sie zur raschen Steigerung ihrer Produktion nutzten. In den Nachkriegsjahren erreichten die Indigoexporte mit 63 Tonnen ihren Höhepunkt. Schätzungen zufolge existierten um 1791 etwa 160 Indigoterien in den britischen Kolonien, der Großteil davon in South Carolina.

### Britische Ostindien-Kompanie

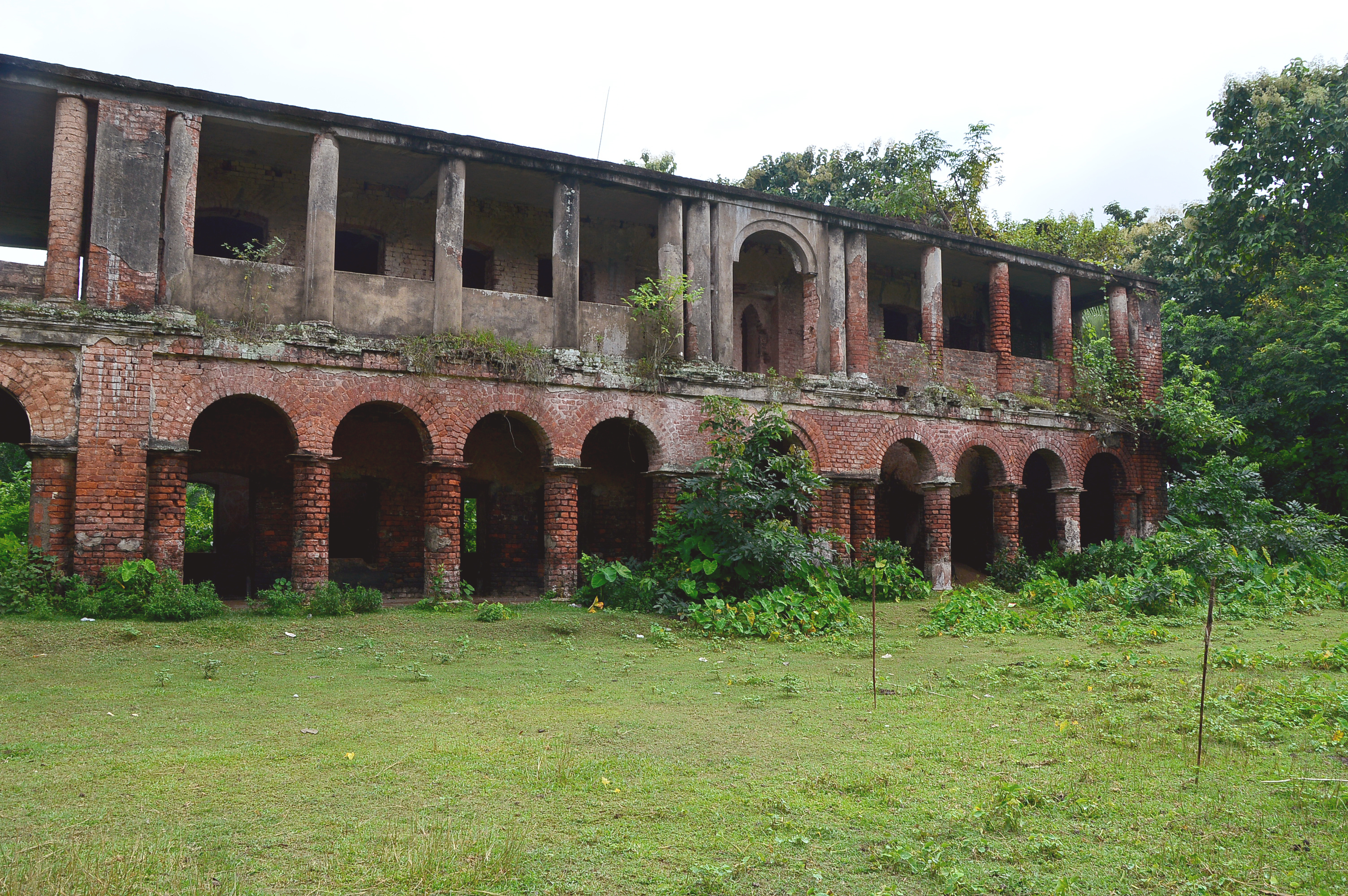
Ruine eines Indigo-Handelszentrums in Mongalganj in der Nähe von Bangaon (Westbengalen), das um 1777 durch die East India Company erbaut wurde

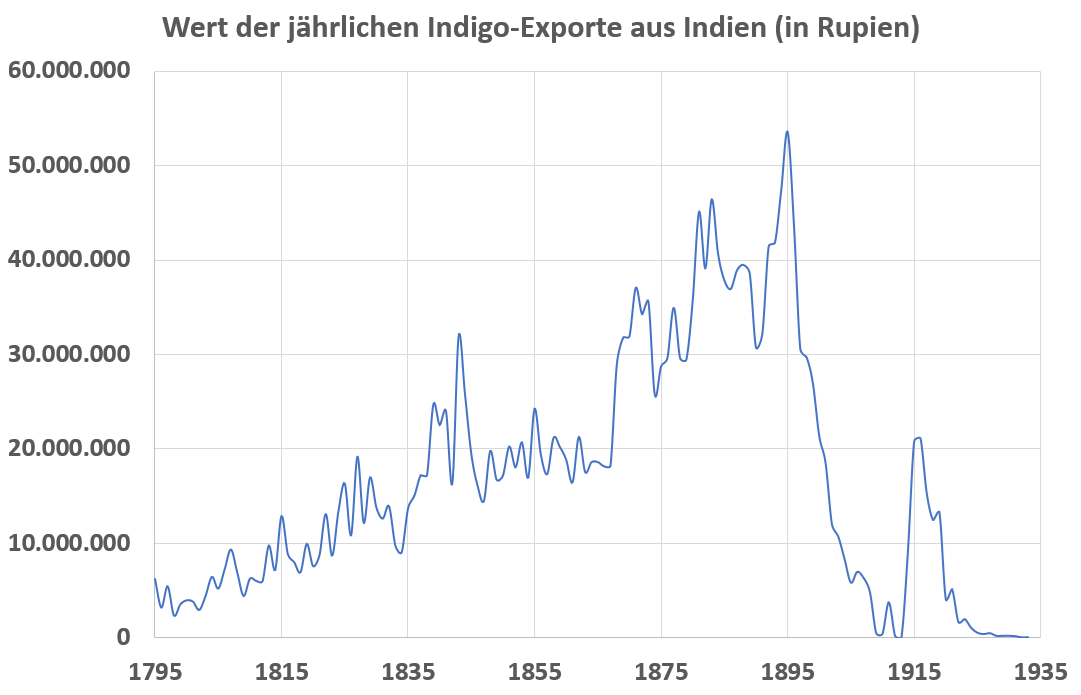
Wert der jährlichen Indigo-Exporte aus Indien zwischen 1795 und 1935 (in Rupien)

Vor der britischen Kolonisation gab es zahlreiche Orte in Indien, an denen Indigo hergestellt wurde. Bayana in Nordindien beispielsweise war für die Produktion von Indigo hoher Qualität bekannt, der zum Teil nach Europa exportiert wurde. In den 1630er Jahren erreichte Berichten zufolge die Gesamtproduktion von Bayana-Indigo mit etwa 450 Tonnen ihren Höhepunkt. Im letzten Viertel des 18. Jahrhunderts kam es zu einem grundlegenden Wandel in der Indigoindustrie. Im Jahr 1757 übernahm die britische Ostindien-Kompanie die Kontrolle über die Provinz Bengalen, deren Hauptstadt wurde Kalkutta. Die Grundlage der britischen Herrschaft in Bengalen bildete zunächst die Erhebung von Steuern sowie der Export von Opium nach China. Darüber hinaus wurde der Anbau anderer Nutzpflanzen erprobt, darunter die Indigopflanze. Da die traditionellen Anbaugebiete der Indigopflanze in den Westindischen Inseln zunächst nicht erreichbar waren, sollte im Hinterland von Kalkutta eine neue Industrie aufgebaut werden.
Nach der Niederlage der britischen Kolonialmacht im amerikanischen Unabhängigkeitskrieg 1783 und dem damit verbundenen Verlust der Anbaugebiete in South Carolina begannen sogenannte „Pflanzer“ mit der Kommerzialisierung des Indigoanbaus in Bihar und Bengalen. Eine steigende europäische Nachfrage und die britische Kolonisation des indischen Subkontinents führten zu einer Umstrukturierung der weltweiten Indigoproduktion und des Indigohandels. Bengalen und Bihar stiegen zum größten Indigoproduzenten auf und im 19. Jahrhundert war bengalischer Indigo der Marktführer.
Einer begrenzten Anzahl von britischen Pflanzern wurde die Niederlassung in ländlichen Gebieten sowie die Errichtung von Indigoterien gestattet. Die Bezeichnung „Pflanzer“ war irreführend, da sie keine Plantagenbesitzer, sondern Betreiber der Indigoterien waren. Das Land befand sich im Besitz lokaler Grundbesitzer und wurde meist von Landwirten bewirtschaftet. Das Permanent Settlement, eine 1793 getroffene Vereinbarung zwischen der Britischen Ostindien-Kompanie und den lokalen Grundbesitzern Bengalens regelte die Einkünfte aus dem Landbesitz. Es etablierte eine Klasse indischer Grundbesitzer, sogenannte Zamindare, die für die Einziehung der Einnahmen zuständig waren und die britische Autorität unterstützten. Zur Sicherung der Versorgung ihrer Fabriken übten die Pflanzer Druck auf die Landwirte aus, indem sie Barvorschüsse anboten oder „Mord, Totschlag, Aufruhr, Brandstiftung, Raub, Plünderung und Kinderraub“ anwendeten, um sie zum Anbau von Indigo zu zwingen. Bengalen exportierte bereits 1795 etwa 1300 Tonnen Indigo nach England und damit mehr als alle anderen Länder der Welt zusammen.

### Kronkolonie
Der Indische Aufstand von 1857 führte dazu, dass das britische Parlament die Rechte der Britischen Ostindien-Kompanie schließlich durch den Government of India Act 1858 auf die Krone übertrug. Die Repressalien der Pflanzer, betrügerische Verträge und überhöhte Zinssätze führten 1859 schließlich zu den sogenannten Indigo-Unruhen, ein Aufstand der Indigo-Bauern gegen die Indigo-Pflanzer, der über ein Jahr lang andauerte. Nach den Indigo-Unruhen verzeichnete Bengalen einen deutlichen Rückgang der Indigoproduktion. Im Jahr 1897 betrug die Anbaufläche in Indien etwa 600.000 Hektar, und 9367 Tonnen Indigo im Wert von 3,5 Millionen Pfund Sterling (2025: etwa 536 Millionen Euro) wurden nach England exportiert.
Daraufhin wurde Bihar bis zum endgültigen Niedergang der Industrie in den 1920er Jahren das Produktionszentrum. Allein in Bihar waren rund 1,5 Millionen Menschen mit dem Anbau von Indigopflanzen beschäftigt und mehrere hunderttausend arbeiteten in den Indigoterien. Mahatma Gandhi organisierte 1917 die Satyagraha-Kampagne gegen die Ausbeutung der Indigobauern durch die Indigopflanzer in Champaran. Die Bauern von Champaran kämpften schon lange für ihre Rechte, doch Gandhi erkannte, dass der Mangel an Bildung einer der Gründe für den bis dahin erfolglosen Kampf der Bauern war. Deshalb beschloss Gandhi in Absprache mit seinen Mitstreitern, mehrere Schulen in Champaran zu eröffnen, um das grundlegende Problem zu lösen.
Daraus entwickelte Gandhi sein Konzept des „Konstruktiven Programms“, das ein zentraler Bestandteil seiner Strategie des gewaltfreien Widerstands war. Das konstruktive Programm umfasste praktische, aufbauende Maßnahmen zur sozialen und wirtschaftlichen Stärkung der indischen Bevölkerung. Das konstruktive Programm förderte lokale Autonomie durch Projekte wie Heimtextilproduktion, Dorferneuerung, Bildungsinitiativen, Hygiene und Landwirtschaft, um ländliche Gemeinschaften zu stärken. Für Gandhi war das konstruktive Programm der „wahre Weg zur Unabhängigkeit“, ein System praktischer Reformen, das den gewaltfreien Widerstand nachhaltig verankerte.

### Chemische Industrie

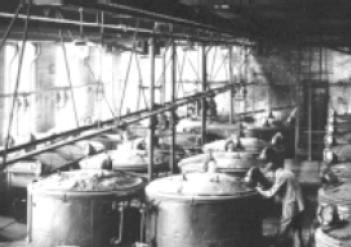
Indigoproduktion bei der BASF 1890

Durch das Aufkommen der synthetischen Indigoproduktion befand sich die indische Indigowirtschaft Anfang des 20. Jahrhunderts trotz einiger protektionistischer Maßnahmen in einer existenziellen Krise. Mit dem Beginn der kommerziellen synthetischen Herstellung sank der Weltmarktpreis für Indigo zwischen 1899 und 1903 um 50 %. Die Indigoterien in Bihar, deren Produkt als „bengalischer Indigo“ verkauft wurde, litten unter hohen Produktions- und Transportkosten und waren daher am stärksten vom Preisverfall betroffen. Zusätzlich war ein Wettbewerb mit Anbaugebieten in Mittelamerika und Java zu bewältigen, die 1902 etwa 25 % des Weltbedarfs lieferten.
Der Vorstandsvorsitzende der BASF, Heinrich von Brunck, empfahl im Jahr 1900 der indischen Regierung, die für die Indigo-Herstellung genutzten Flächen künftig für die Nahrungsmittelproduktion zu nutzen. Seiner Einschätzung nach würde die deutsche chemische Industrie den Wettbewerb mit den indischen Indigoterien um die Produktion von Indigo für sich entscheiden. Der Erste Weltkrieg führte zu einer vorübergehenden Belebung der indischen Indigoproduktion, da England von der Versorgung mit synthetischem Indigo abgeschnitten war. Nach Kriegsende kam der Indigoanbau jedoch zum Erliegen. Die Indigoterien waren nicht mehr profitabel und verfielen.

### 21. Jahrhundert
Eine erstarkte Nachfrage nach Indigo führte in Bangladesch im Jahr 2007 zu einer Wiederaufnahme des Indigoanbaus. Im Jahr 2023 wurden in den Bezirken Rangpur und Nilphamari auf einer Fläche von rund 300 Hektar Indigopflanzen angebaut.
In Rangpur wurde eine Indigofabrik mit zwei Tanks mit einem Fassungsvermögen von jeweils 10.000 Litern errichtet, die bis zu 1200 Kilogramm Blätter aufnehmen können. Die Herstellung eines Kilogramms Indigo erfordert etwa 200 Kilogramm Blätter. Jährlich werden etwa zwei Tonnen Indigo gewonnen. Im Anschluss an die Ernte werden die Blätter zunächst für 14 Stunden in einen Fermentierungstank getaucht. Nach der Gärung wird die Lösung zur Oxidation in einen anderen Tank geleitet. Dort wird die Lösung über Sprühdüsen gepumpt und reagiert mit Sauerstoff unter Bildung von Indigo. Abschließend wird die eingedickte Masse in der Sonne getrocknet.

## Struktur der bengalischen Indigoindustrie
Die erste Indigoterie in Bengalen wurde 1777 in der Nähe von Chandannagar von einem Franzosen gegründet, der in der Karibik Kenntnisse über den Indigoanbau und dessen Verarbeitung erworben hatte. Die Zahl der Indigoterien in Bengalen stieg danach stetig, 1785 gab es 14 Indigoterien und 1829 gab es bereits Hunderte von ihnen. Die Indigoterien waren meist Teil von Indigogesellschaften und hatten eine hierarchische Organisation.
Aktiengesellschaften stellten in Bengalen die für die Errichtung von Indigoterien und die Entlohnung ihrer Beschäftigten erforderlichen finanziellen Mittel zur Verfügung. Einige dieser Aktiengesellschaften widmeten sich ausschließlich dem Anbau und der Gewinnung von Indigo und besaßen zum Teil Dutzende von Indigoterien. Ein Direktor in Kalkutta hatte die Gesamtverantwortung, die regionalen Abteilungen, concerns genannt, wurden von Managern geführt. Darunter gab es stellvertretende Manager, die für Gruppen von Indigoterien in verschiedenen Dörfern verantwortlich waren. Der Direktor und die Manager waren meist Europäer, die Shaheb lok, Gentlemen, genannt wurden. Jede Indigoterie wurde von einem indischen Aufseher, Gomashta genannt, geleitet, der an der Spitze der Amlah, der indischen Arbeiter, stand.

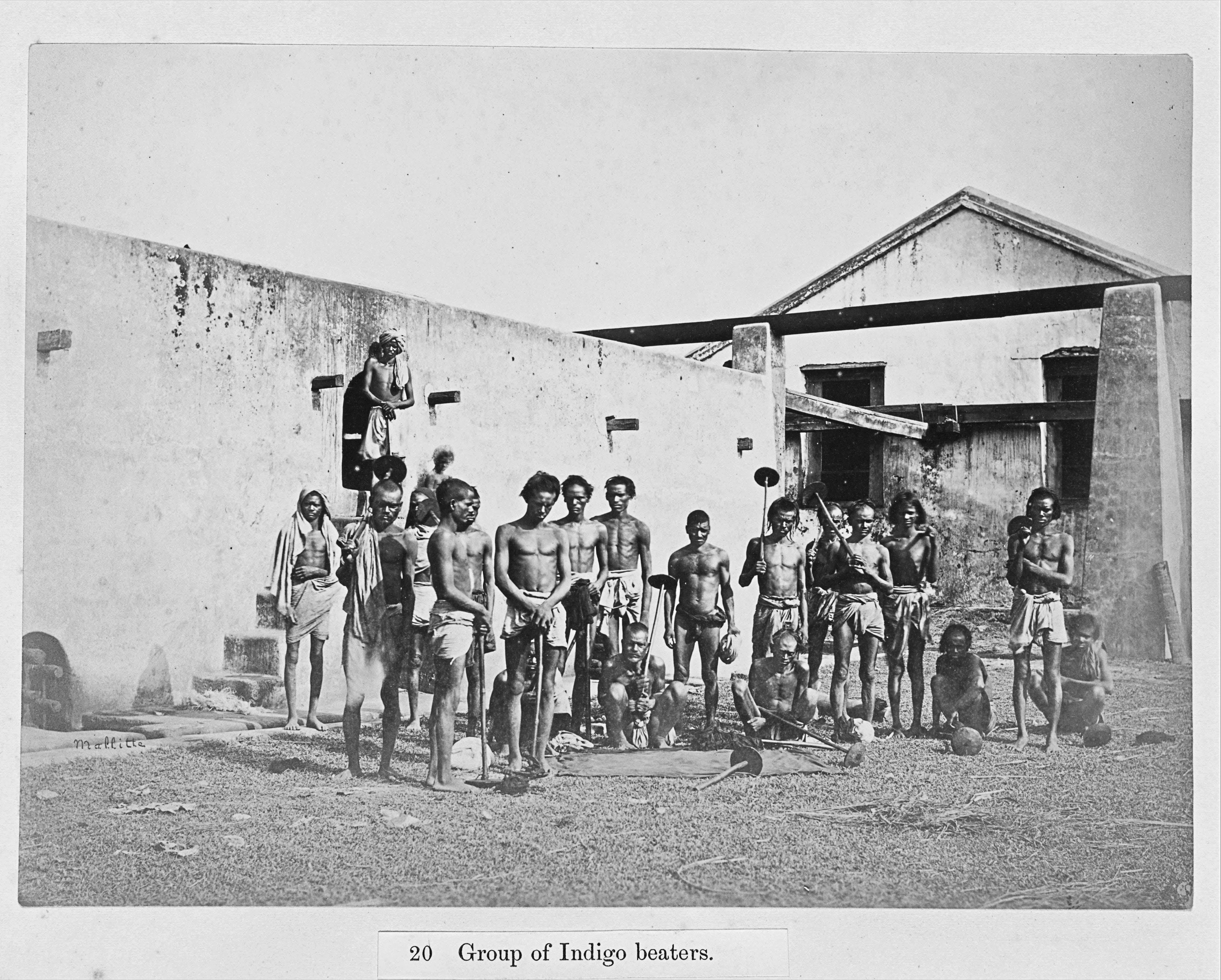
Arbeiter in einer Indigoterie (1877)

Die landwirtschaftliche Arbeit des Indigoanbaus und die Arbeit in den Indigoterien unterschied sich in vielerlei Hinsicht. Der Anbau der Indigopflanzen erfolgte überwiegend durch Kleinbauern, die von den Grundbesitzern abhängig waren, denen das Land gehörte und die für die Erhebung der Steuern zuständig waren. Die Landwirte benötigten liquide Mittel, um ihre Steuerverpflichtungen zu erfüllen. Dazu erhielten sie Vorschüsse auf die Indigoernte, mit der Folge, dass sie gezwungen waren, den Indigoanbau fortzusetzen. Die Arbeitsprozesse in den Indigoterien wurden von Unternehmen organisiert, welche ein nach Aufgaben gegliedertes Lohnarbeitssystem implementierten.

## Arbeitsschritte

### Indigoanbau

Indigopflanze (Indigofera tinctoria). Der lateinische Name der Pflanze leitet sich vom Herkunftsland Indien und dem lateinischen Wort „ferre“ für „erzeugen“, ab

Ein Indigoterie benötigte eine Landfläche zwischen 400 und 4000 Hektar für die Versorgung mit Indigopflanzen. Die durchschnittliche Produktionsmenge des Pigments pro bewirtschaftetem Hektar betrug etwa 22 bis 55 Kilogramm Indigo. Nach dem Abschluss der Jahresernte wurde mit der Kultivierung des Landes für die nächste Ernte begonnen. Vor der Aussaat wurde das Land mithilfe eines Luggie vermessen, einem mechanischen Gerät zur Messung der zurückgelegten Wegstrecke. Bei jeder Umdrehung des Rades schlug ein kleines Eisenstück am Rand des Rades auf eine Glocke. Durch die Zählung der Glockenschläge ließ sich die Wegstrecke beziehungsweise die Fläche ermitteln.
Die Indigopflanze wurde im Februar oder März mit Hilfe von Drillmaschinen ausgesät, die von Ochsen gezogen wurden. Die Drillmaschinen waren einfache Werkzeuge, gebaut aus Shisham, der indischen Eiche. Anschließend wurde eine einfache Egge, deren Form an eine Bambusleiter erinnert, von den Ochsen im Schlepptau der Drillmaschinen über die Erde gezogen. Dadurch wurde eine ebene Fläche geschaffen, die ideale Bedingungen für die Keimung der Samen schaffte. Die ersten Blätter der Pflanze zeigten sich bereits nach zwei bis drei Tagen.

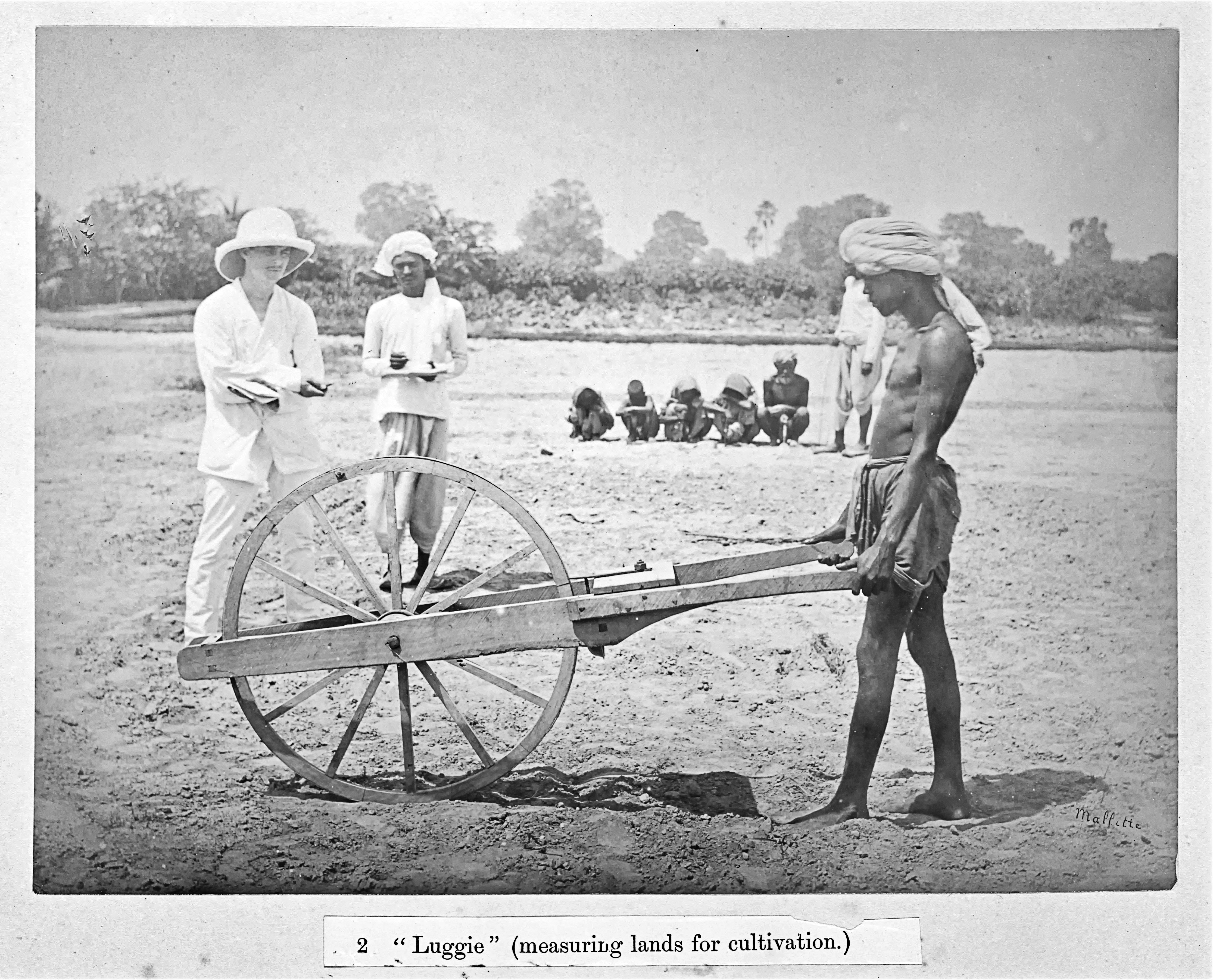
Vermessung des Feldes mittels eines Luggies (1877)
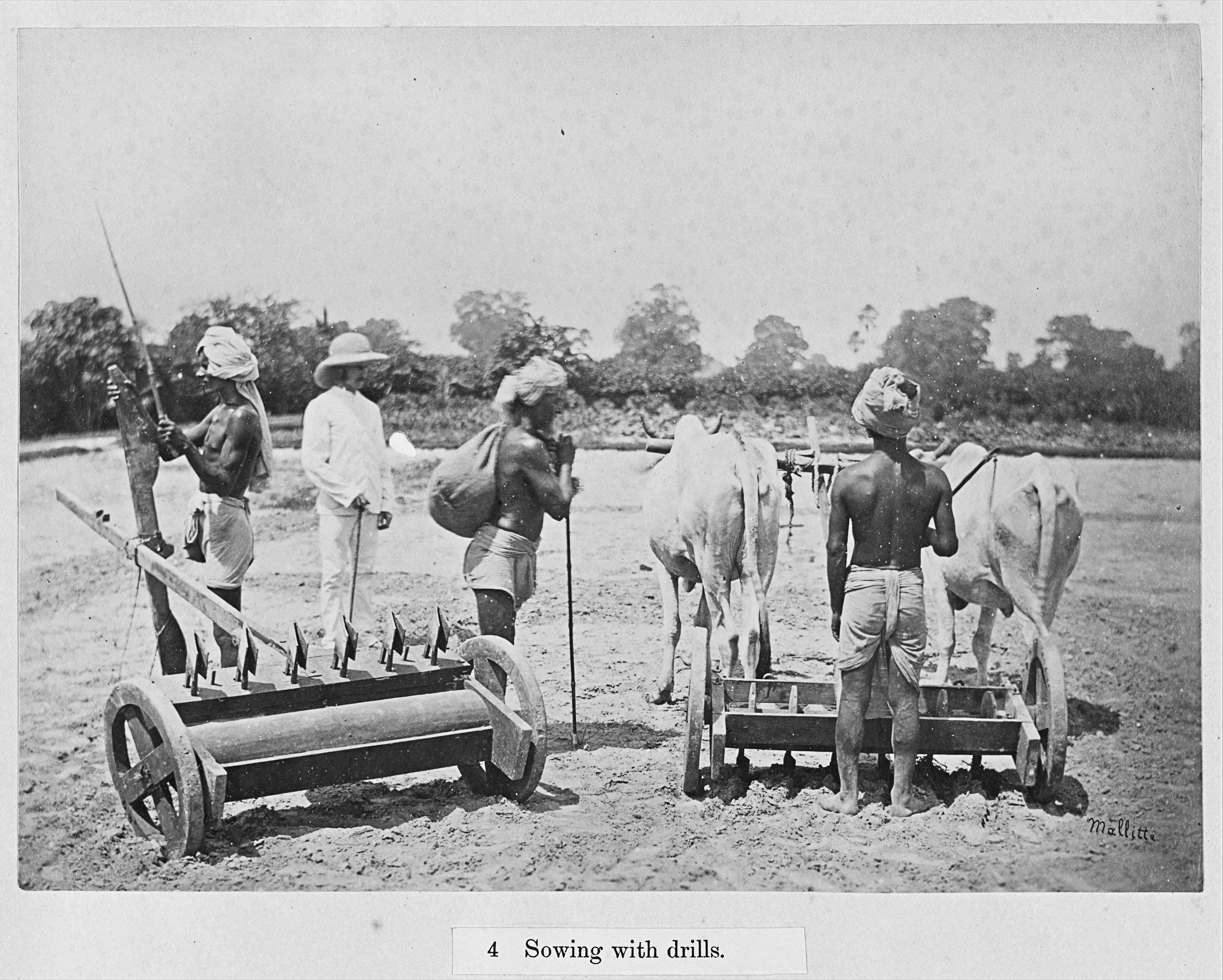
Aussaat mit Drillmaschinen (1877)
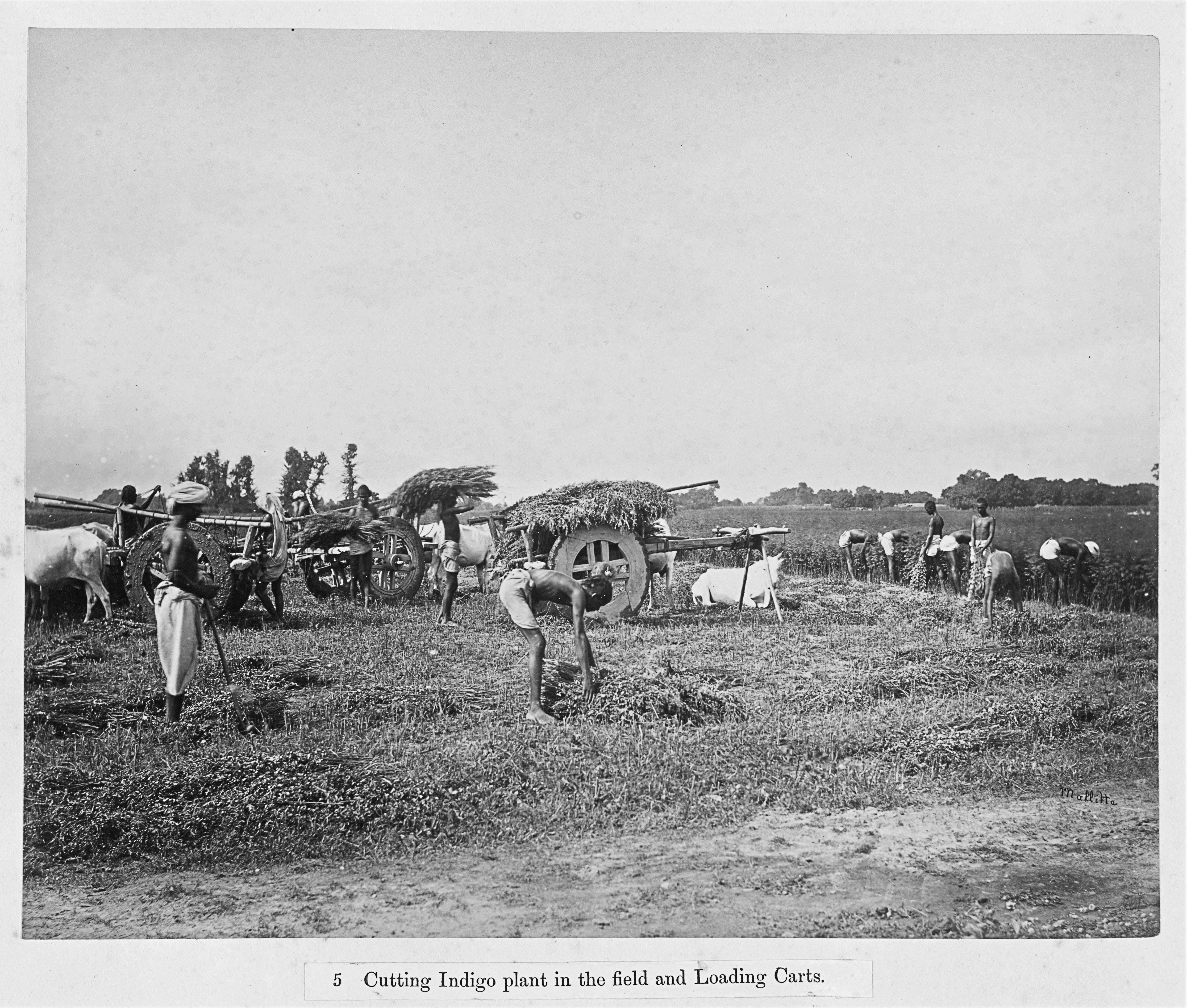
Ernte der Indigopflanze (1877)

Die Indigopflanze erreicht eine Höhe von etwa 90 bis 150 Zentimetern. Sie beherbergen Rhizobien aus der Familie der Knöllchenbakterien an ihren Wurzeln. Diese sind in der Lage, molekularen Stickstoff zu fixieren und in einen Stickstoffdünger für die Wirtspflanze umzuwandeln. Dies ist ein großer Vorteil, da die Böden, auf denen die Indigopflanze angebaut wird, oft nur begrenzte Mengen an verwertbarem Stickstoff enthalten. Als Dünger werden in erster Linie die Abfälle der Indigopflanze verwendet, die nach der Gewinnung des Indigos übrig bleiben.
Die Vorläufersubstanz des Indigos, das Indikan, befindet sich hauptsächlich in den Blättern, wobei die Konzentration bis zu 1 % betragen kann. Aufgrund der hohen Empfindlichkeit der Indigopflanzen gegenüber Witterungseinflüssen mussten in manchen Jahren die Felder mehrmals nachgesät werden. Auch Schädlinge und Unkraut richteten große Schäden an. Die erste Ernte wurde etwa Ende Juni oder beim Beginn des Monsuns eingefahren und dauerte bis etwa Mitte August. Im September wurde von denselben Pflanzen eine zweite Ernte eingebracht. In manchen Jahren konnten bis zu drei Ernten in einer Saison eingefahren werden.

### Extraktion und Hydrolyse
Der Indigogehalt der Blätter und Stängel nahm nach der Ernte rasch ab, weshalb die Indigoterien in unmittelbarer Nähe der Indigoanbaufelder errichtet wurden. So konnte die Verarbeitung innerhalb weniger Stunden nach der Ernte beginnen. Aufgrund der begrenzten Transportmöglichkeiten der damaligen Zeit, die auf Boote oder Ochsenkarren angewiesen waren, waren die Indigoterien daher über das ganze Land verteilt. Die Extraktion von Indigo aus Pflanzen erforderte mehrere Schritte, da die Färberpflanzen kein Indigo enthalten, sondern eine Vorstufe, das Indikan, ein Glycosid des Indoxyls. Das traditionelle Verfahren beinhaltete die Aufbereitung in einer Reihe von auf verschiedenen Höhen angelegten Becken.

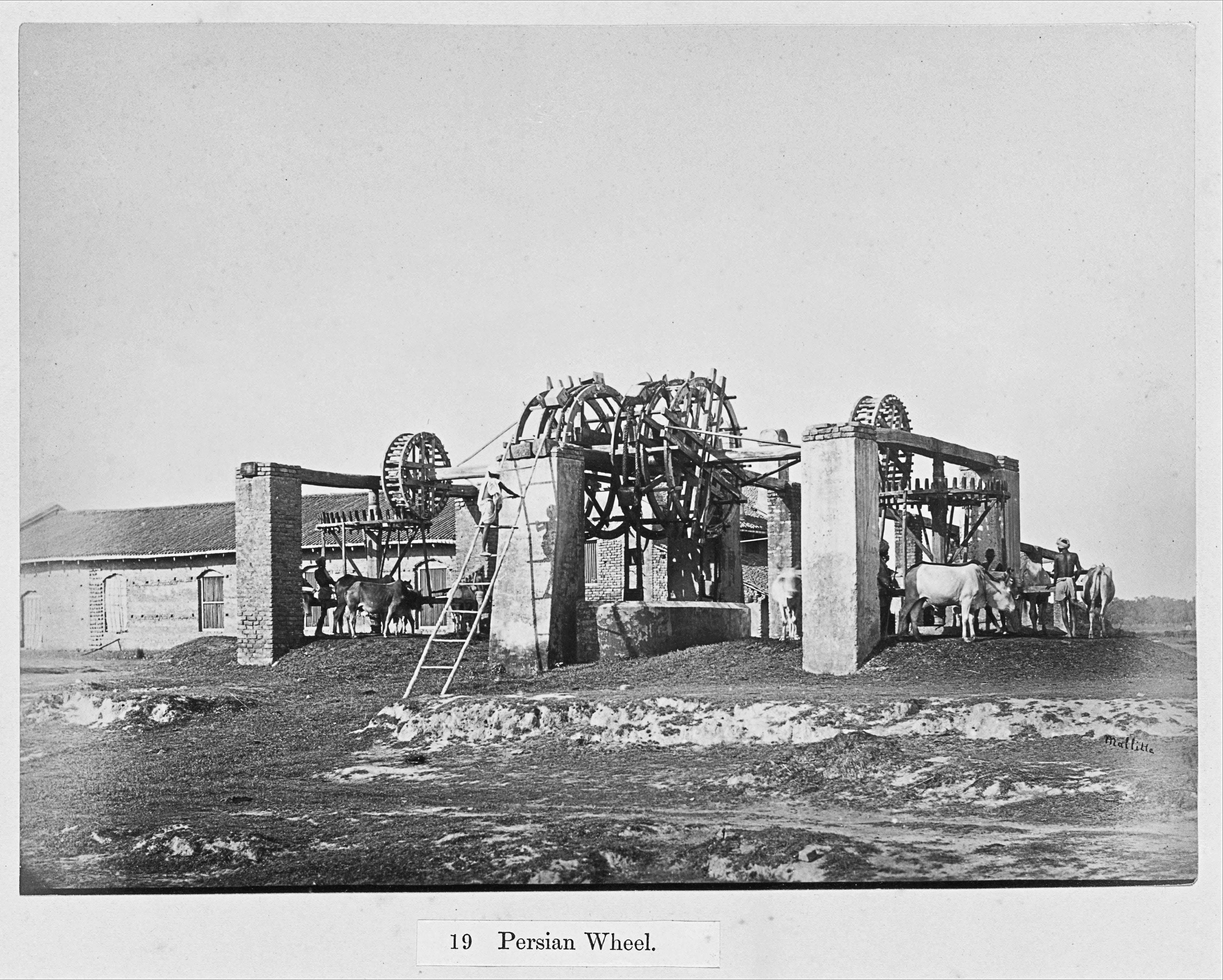
Schöpfen von Grundwasser mit einem Persischen Rad (1877)
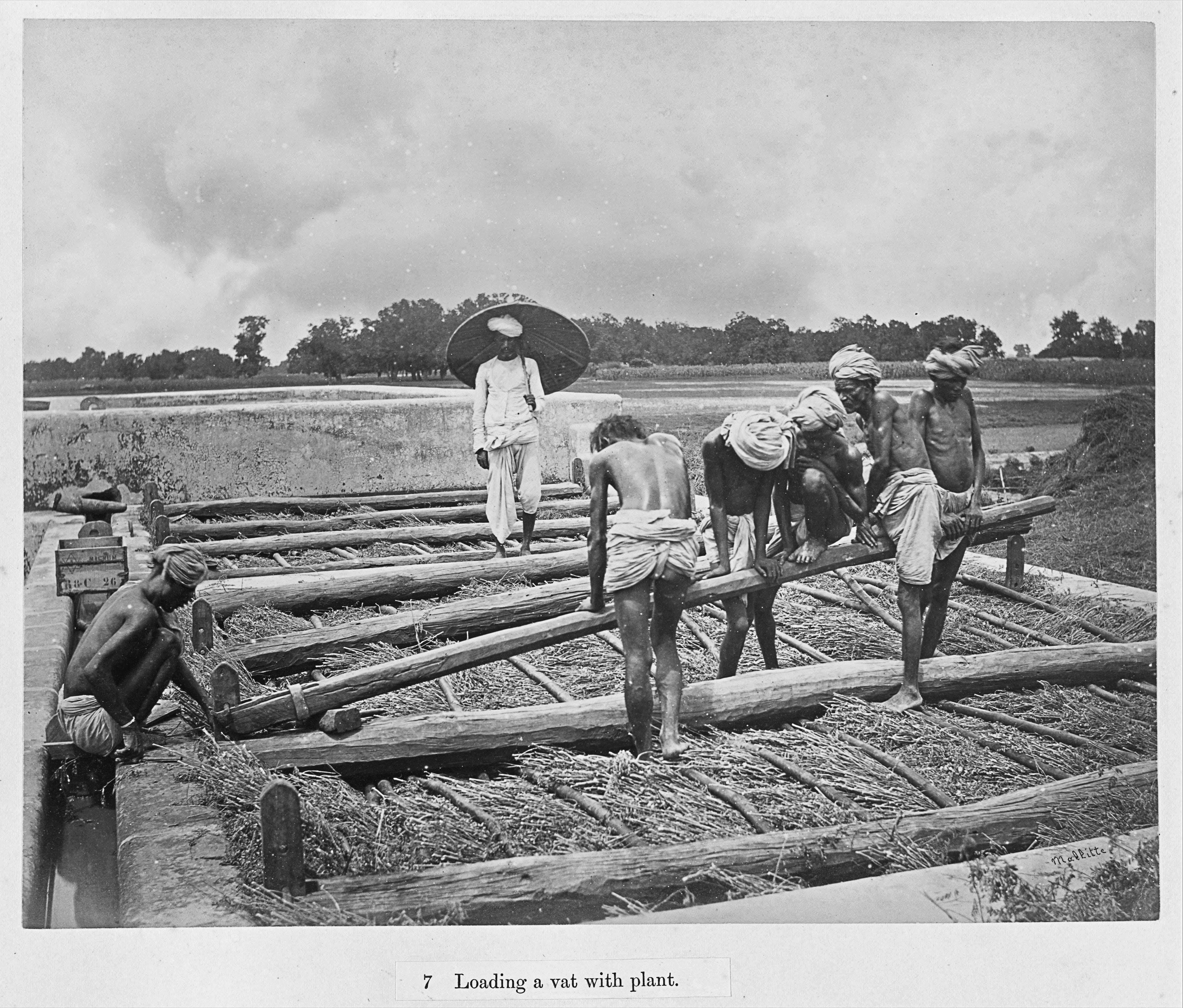
Befüllen des Gärbeckens (1877)

Im obersten Becken, dem sogenannten Gär- oder Faulbecken, wurde die Fermentation der frisch geschnittenen Pflanzen durchgeführt. Diese wurden auf den Boden des Beckens gepresst und mit Wasser übergossen. Das benötigte Wasser wurde mittels eines von Zugtieren angetriebenen Schöpfwerks, etwa einem Persischen Rad, aus einem Fluss oder Brunnenschacht zu den höher gelegenen Gärbecken gefördert. Bei der Umgebungstemperatur in tropischen Ländern begann nach einigen Stunden der Gärprozess. Durch die Hydrolyse des Indikans unter Abspaltung des Zuckerrests entstehen Indoxyl und Glucose und durch dessen Vergärung Kohlenstoffdioxid. Durch das Indoxyl färbte sich das Wasser gelb.
An der Koromandelküste in Südosten Indiens und in Guatemala wurden die Blätter der Indigopflanze vor der Verarbeitung getrocknet. Etwa drei bis vier Wochen nach der Ernte wurden die getrockneten Blätter mit Wasser übergossen. Die Blätter lösten sich dabei auf, die Hydrolyse und Gärung dauerte etwa einen Tag. Zum Teil wurden alle Schritte dieses Verfahrens einschließlich der Oxidation in einem einzigen Becken, zum Teil in mehreren durchgeführt, wie bei der herkömmlichen Indigoproduktion. In einigen Fällen wurden die Blätter gekocht und gepresst, um sicherzustellen, dass die Blätter das gesamte Indikan an das Wasser abgegeben hatten. Gelegentlich wurde der Milchsaft des Jambulbaums oder des Jackfruchtbaums der Flüssigkeit zugesetzt, um die Trennung der Indigopartikel vom Wasser zu verbessern.

### Oxidation
Nach etwa 12 Stunden wurde die entstandene wässrige Lösung in ein zweites, darunter liegendes Becken abgelassen. Durch Rühren wurde dort Luft für die Oxidation des Indoxyls zu Indigo eingebracht. Durch die Oxidation mit der eingeschlagenen Luft entstand aus dem gelben Indoxyl der blaue Indigo. Nach der Beendigung der Oxidation setzten sich die Indigopartikel aufgrund ihrer höheren Dichte am Boden des Behälters ab.

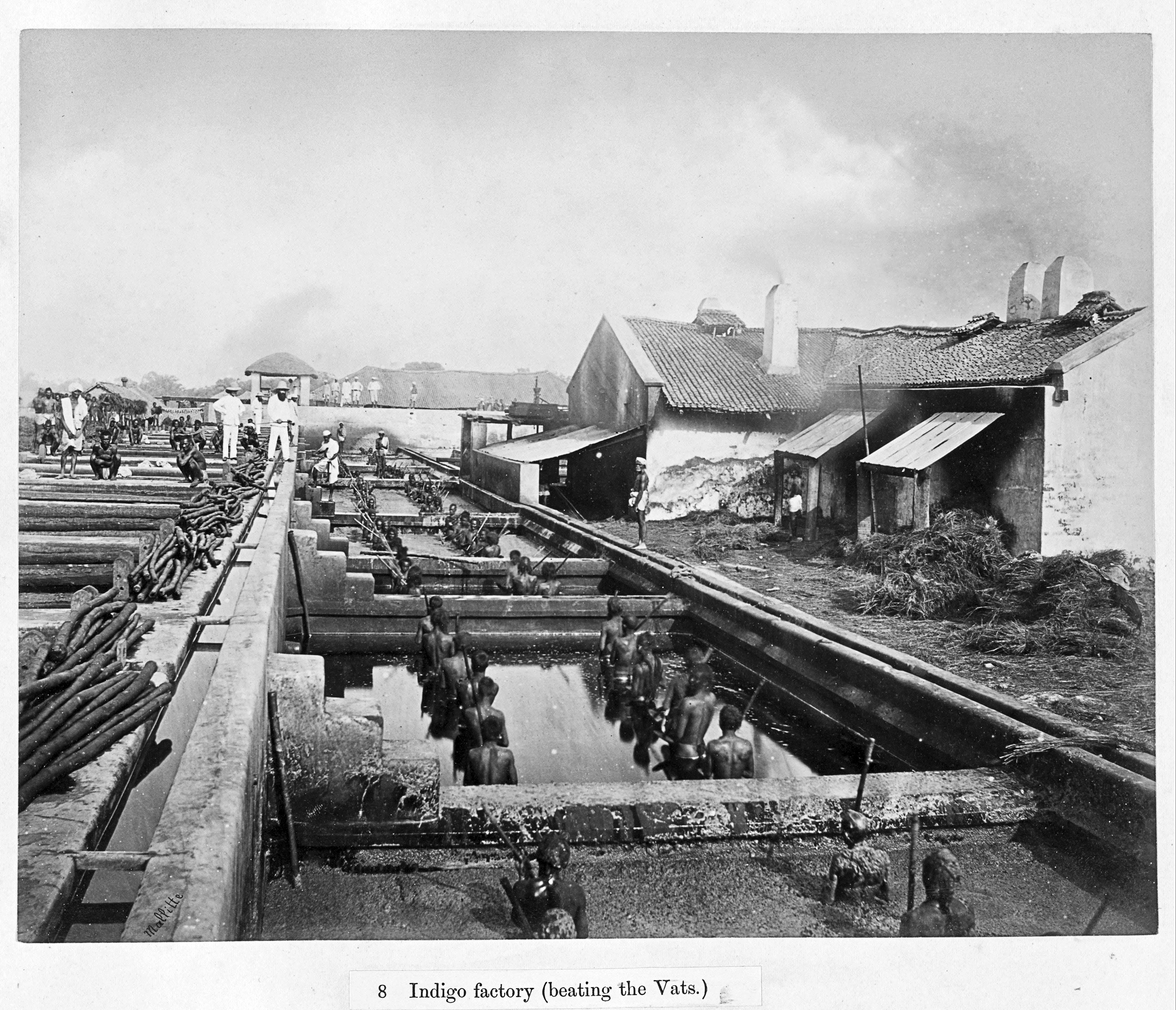
Einschlagen von Luft in die Oxidationsbecken durch Arbeiter (1877)
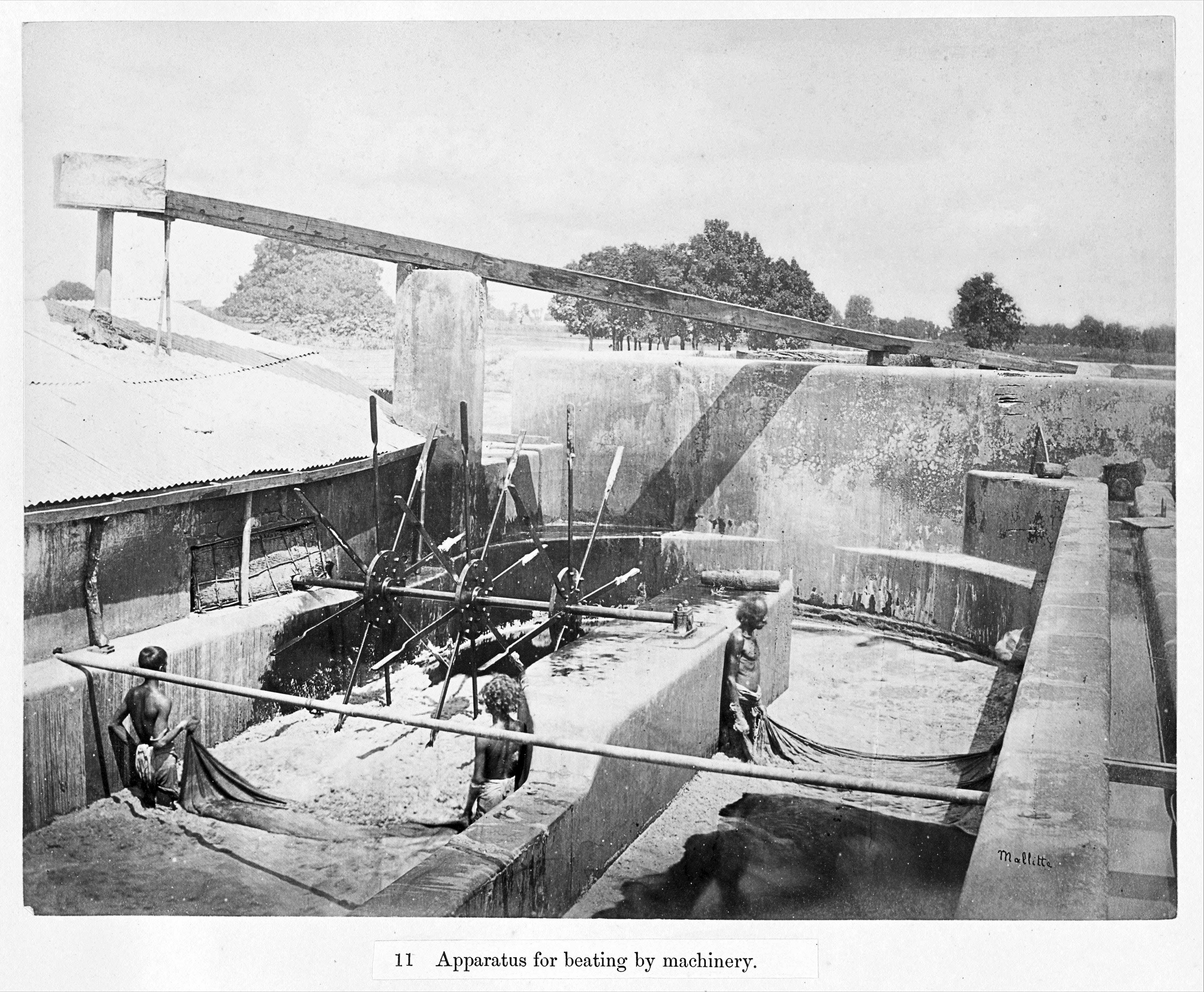
Einschlagen von Luft in die Oxidationsbecken mit mechanischen Geräten (1877)

Das Einschlagen von Luft wird oft von Arbeitern mit hölzernen Schaufeln durchgeführt oder es kommen dampfbetriebene Schaufelräder zum Einsatz. Im Verlauf der Oxidation nimmt die Farbe der Flüssigkeit zunächst einen grünlichen und schließlich einen tiefblauen Ton an. Dabei entsteht eine Suspension von Indigo. Auf diese oder ähnliche Weise wurde der Indigo in allen Anbaugebieten aus der Indigopflanze gewonnen.

### Weiterverarbeitung
Die Indigosuspension wird durch ein grobes Sieb in einen Vorratsbehälter geleitet. Durch Kochen oder das Einleiten von Dampf wird die Suspension zum Sieden gebracht, wodurch schädliche Mikroorganismen abgetötet werden. Im Anschluss wird der größte Teil des überstehenden Wassers abgelassen. Der Bodensatz wird mit Hilfe eines Tuchs, das auf einem Rahmen befestigt ist, gefiltert und weiteres überschüssiges Wasser entfernt. Es bleibt eine pastöse Masse mit einem Indigoanteil von etwa 9 bis 11 % zurück. Danach erfolgt die abschließende Trocknung an Luft. Die Trocknung erfolgte in Lagerhallen, was eine typische Praxis  in den englischen Kolonien war. In französischen Indigoterien hingegen wurde in der Sonne getrocknet. Die Paste wurde nochmals gepresst und portioniert. In einigen Gegenden wurde der Indigo zu Kugeln geformt anstatt ihn zu Platten zu pressen.

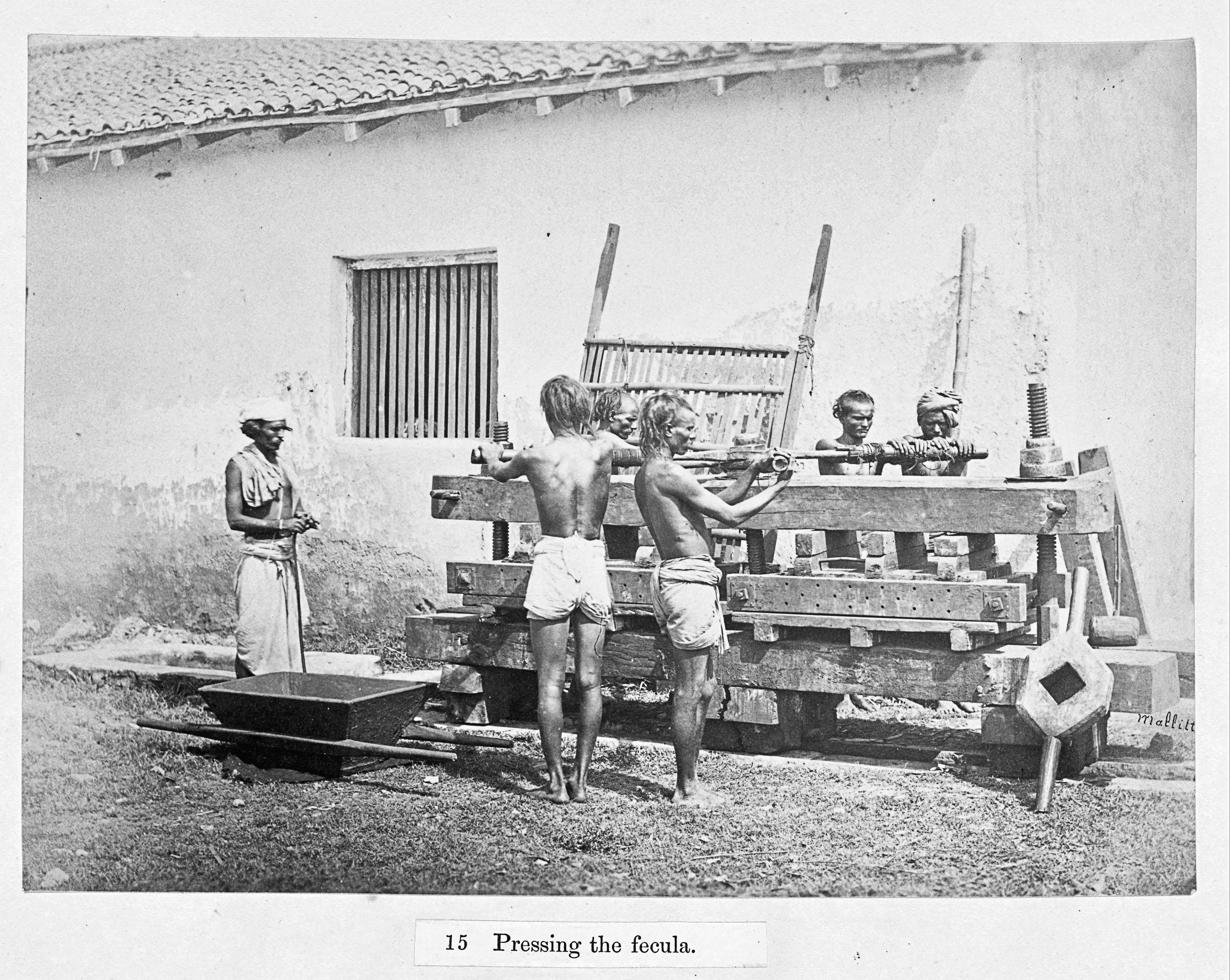
Pressen des verdickten Indigos (1877)
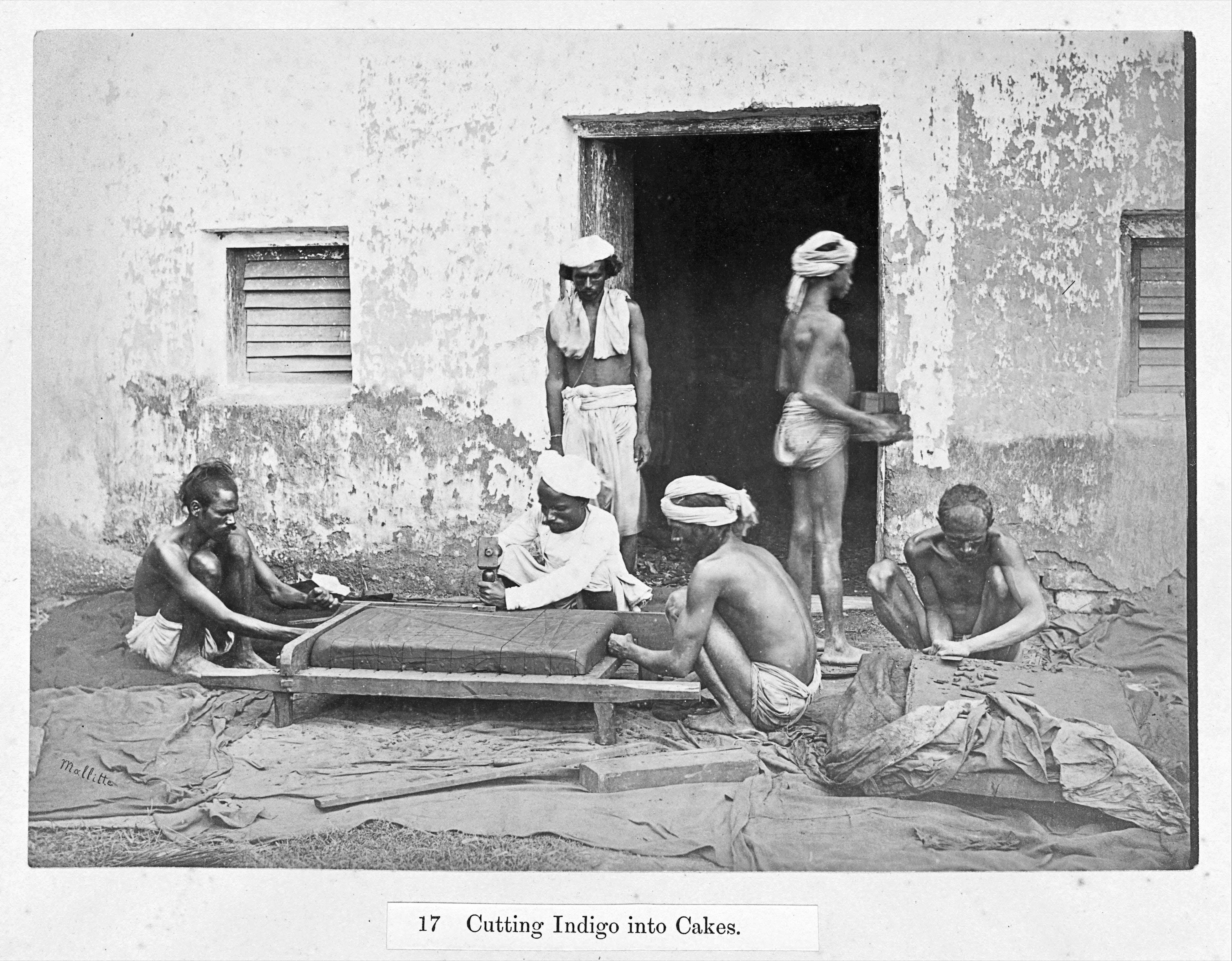
Portionierung des fertigen Indigos (1877)

Die Reinheit des so gewonnenen Indigos lag zwischen 15 und 70 %. Diese wurde durch fraktionierte Fällung aus Schwefelsäure erhöht. Natürliches Indigo ist eine Mischung aus Indigo, Indirubin, Indigobraun, geringe Mengen von Indigogelb und Indigoleim, einer klebrigen Substanz. Daneben finden sich auch mineralische Stoffe, die mitunter in großen Mengen auftreten.

### Indigoqualität

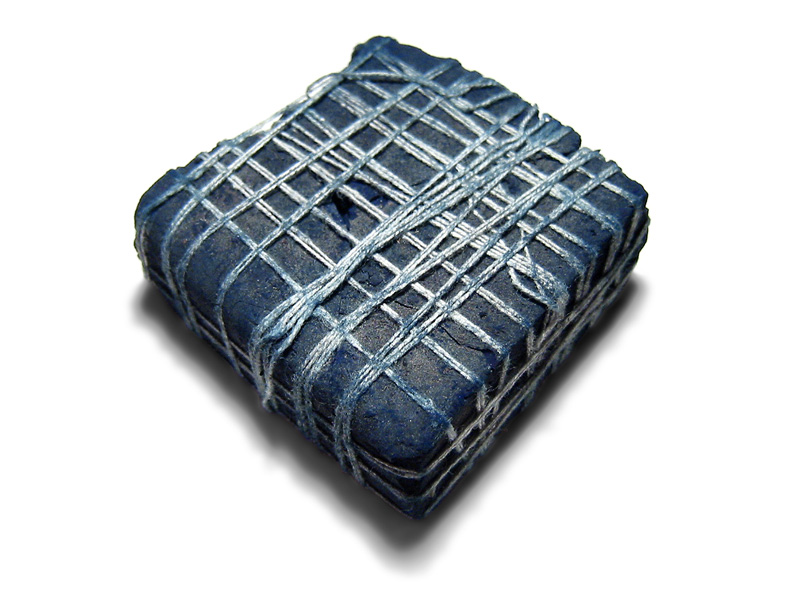
Indischer Indigo (Größe etwa 6,35 × 6,35 cm)
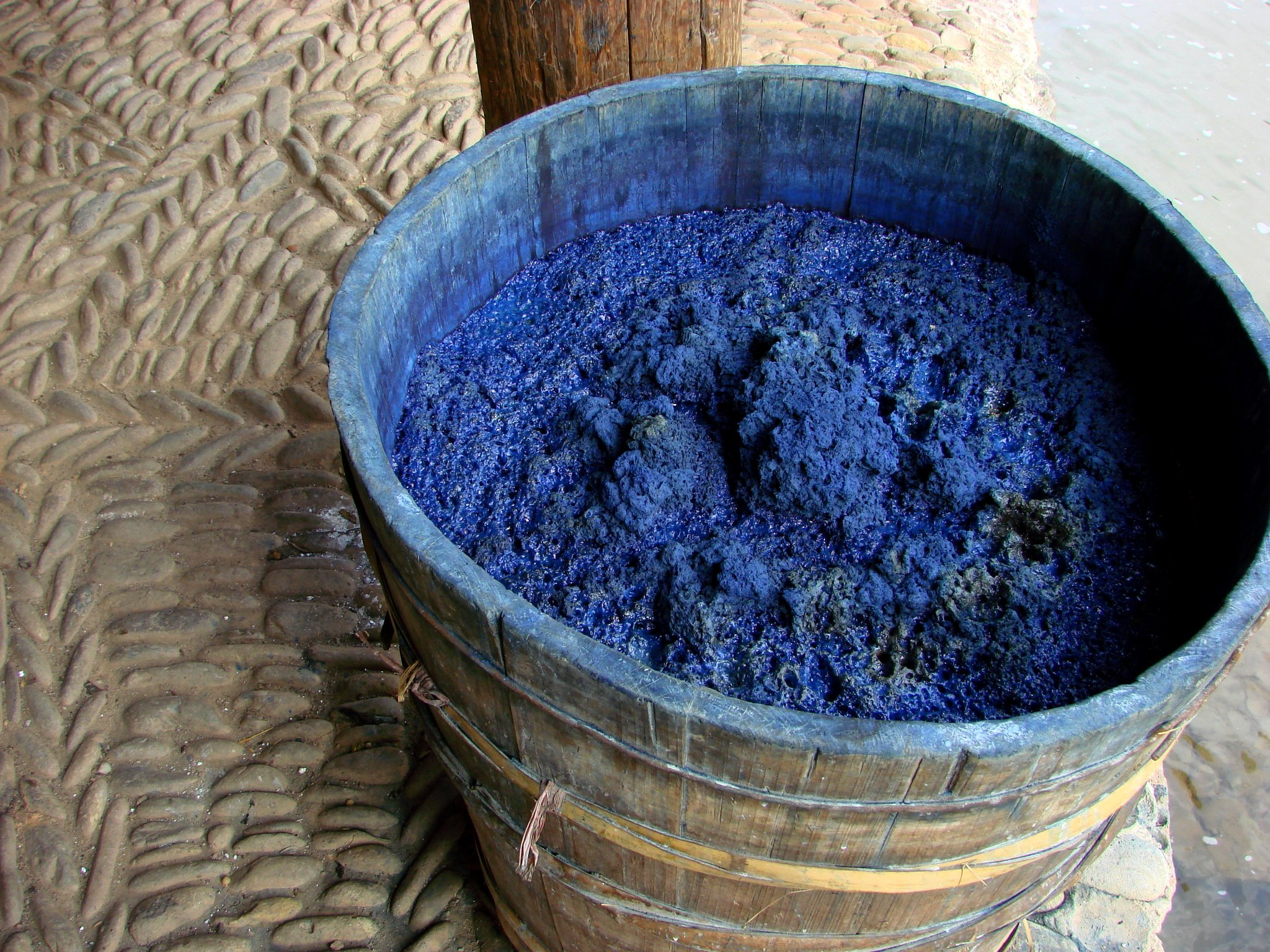
Aus Pflanzen gewonnener Indigo

Die Qualität des Indigos war von einer Vielzahl von Faktoren abhängig. Die Qualität des Wassers hatte dabei einen entscheidenden Einfluss auf die Qualität des Indigos, wobei die Verwendung von Brackwasser bei der Hydrolyse und der Oxidation zu besseren Resultaten führte als die Verwendung von reinem Süßwasser. Möglicherweise enthielt das Brackwasser Kristallisationskeime, welche die Fällung der Indigopartikel erleichterten. Die Einhaltung der notwendigen Zeiten bei den Herstellungsschritten hatte ebenfalls einen maßgeblichen Einfluss auf die Qualität. Die Farbveränderungen des Wassers während der Verarbeitung gaben Aufschluss über den Fortschritt des Prozesses, eine Über- oder Unterschreitung der erforderlichen Zeiten führte zu einer Beeinträchtigung der Produktqualität. In einigen Fällen wurde der Indigo vorsätzlich mit Sand, Asche oder Pflanzenteilen vermischt, um das Gewicht zu erhöhen.
Natürliche Einflussfaktoren wie die Variation der klimatischen Bedingungen während des Anbaus der Indigopflanze führten ebenfalls zu Qualitätsunterschieden. Die Blätter der ersten und dritten Ernte wiesen eine geringere Indigoqualität auf als diejenigen der zweiten Ernte, was dazu führte, dass die Ernten verschnitten wurden. Des Weiteren konnte die Zugabe von Milchsaft die Farbe und Qualität des Indigos beeinträchtigen sowie das Endprodukt schwerer machen, besonders wenn eine überproportional große Menge zugesetzt wurde. Eine geringere Qualität wurde jedoch oft akzeptiert, da der Indigomarkt im Indien des 17. Jahrhunderts ein Verkäufermarkt war. Die Indigoproduzenten nutzten den Wettbewerb unter den Käufern, insbesondere zwischen der Britischen und der Niederländischen Ostindien-Kompanie. Die Ungewissheit über die Produktionsmengen und die Preise führte dazu, dass die Unternehmen die Versorgung mit Indigo sicherten, indem sie den Erzeugern und Lieferanten Geld vorstreckten. Die Erzeuger waren daher sicher, dass sie Abnehmer für ihren Indigo finden würden, selbst wenn es sich um minderwertigen Indigo handelte. Der Wettbewerb unter den Käufern führte dazu, dass die Indigo-Produzenten die Produktion steigerten, ohne die Qualität des Indigos zu verbessern.